# Hieronymus Georg Zeuthen
Hieronymus Georg Zeuthen (født 15. februar 1839 i Grimstrup ved Varde, død 6. januar 1920 i København) var en dansk matematiker.

## Uddannelse
Zeuthen kom i 1849 på Sorø Akademi, hvorfra han dimitterede som student i 1857. I 1862, efter at have taget magisterkonferensen i matematik, fortsatte han sine studier hos Chasles i Paris, men afbrød i 1864 under 2. Slesvigske Krig sit ophold i Paris for at rejse hjem til Danmark og melde sig som officeraspirant. I 1865 forsvarede han sin doktorafhandling: Nyt Bidrag til Læren om Systemer af Keglesnit, og dermed begyndte den betydelige produktion navnlig inden for antalgeometrien og matematikkens historie, der har skaffet Zeuthen et kendt og højt anset navn. 

## Karriere
Det lykkedes i 1871 ved oprettelsen af en ny docentplads at knytte Zeuthen til universitetet. Fra 1885 var han matematiklærer ved Polyteknisk Læreanstalt. Disse stillinger fratrådte han den 1. februar 1910.
I 1872 blev Zeuthen medlem af Videnskabernes Selskab, og i 1878 blev han selskabets sekretær. Af andre videnskabelige udmærkelser kan nævnes, at han i 1875 blev medlem af London Mathematical Society, og i 1900 blev han korresponderende medlem af 
det franske videnskabsakademi og i 1902 medlem af Reale Accademia de’ nuovi Lincei i Rom.
Zeuthen omfattede de yngre matematikere med oprigtig interesse og benyttede den lejlighed, han havde som lærer og redaktør af »Tidsskrift for Matematik« (1871–89), til at yde dem støtte og vejledning. 
Han tog også del i universitetets administration.

## Værker
Zeuthens betydelige matematiske arbejde findes i hans talrige afhandlinger og videnskabelige publikationer. I »Lehrbuch der abzählenden Methoden der Geometrie« fra 1914 finder man de fleste af de vigtige resultater, som han er kommet til inden for de emner, han beskæftigede sig med: Algebraiske kurvers udseende, karakteristikkerne for systemer af kurver og flader, korrespondanceprincippet og relationerne mellem slægterne af kurver og flader.
Resultaterne af hans matematisk-historiske forskning findes i »Keglesnitslæren i Oldtiden« og i »Forelæsninger over Matematikkens Historie«. Særligt har Zeuthens påvisning af, i hvilket omfang man hos den græske oldtids matematikere finder den analytiske geometris og integralregningens metoder i geometrisk fremstilling.
Zeuthen har endelig udgivet »Lærebog i den analytiske Plangeometris Begyndelsesgrunde« i 1867.

## Hæder
Da Zeuthen i 1909 fyldte 70 år, blev han fejret med en fest arrangeret af elever og venner. På hans 80 års fødselsdag fik han overrakt en medalje.
Zeuthen blev Ridder af Dannebrog i 1880, Dannebrogsmand i 1892, Kommandør af 2. grad i 1898 og af 1. grad i 1910.
Zeuthen fik den Steiner’ske Pris i 1888 og Prix Binoux i 1903.

## Privat
Zeuthen brugte meget tid i det kirkelige liv som medlem af den københavnske kirkefonds bestyrelse.
Zeuthen er far til økonom Frederik Zeuthen.

## Død
Han er begravet på Assistens Kirkegård.